# Диспозиция
Диспозицията е навик, подготовка, състояние на готовност или тенденция да се действа / реагира по определен начин.
Терминът диспозиционално вярване е вярване, което е налично, но не обмислено / взето под внимание, а терминът случайно вярване е вярване, което понастоящем е обмисляно в ума.
В теорията на Бурдийо за полетата диспозициите са естествени тенденции на всеки индивид да взема определена позиция, в което и да е било поле.